# Amerikaanse shetlander

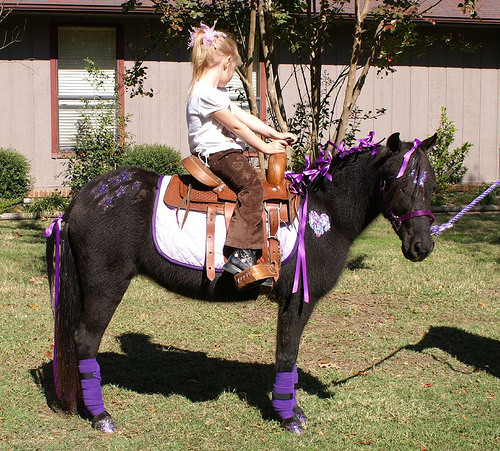
Amerikaanse shetlander

De Amerikaanse shetlander is een kleine pony. De Amerikaanse shetlander is groter en fijner gebouwd dan de Britse shetlander. De stokmaat is tot 117 cm.

## Geschiedenis en herkomst
Dit ras werd vanaf 1880 in de Verenigde Staten ontwikkeld door zorgvuldig geselecteerde shetlandpony's te kruisen met hackneypony's. Vervolgens werd er wat bloed van volbloeds en van arabieren doorgekruist. Het ras wordt ook in Puerto Rico gefokt.

## Gebruik
Vooral een pony voor concoursen, waar hij zowel aangespannen als aan het halster wordt getoond. Bij aangespannen pony's wordt de staart genicteerd zodat die hoger wordt gedragen (deze ingreep is in Nederland verboden). Populair bij draverijen vanwege de hoge knieactie. Hij wordt ook als huisdier en als rijpony voor kinderen gehouden.

## Overig
Het ras lijkt ondanks zijn naam in het geheel niet op de shetlandpony. De Amerikaanse shetlander lijkt meer op zijn andere voorouder, de hackneypony, vooral in zijn knieactie.